# Виноградарство в Греції
Культура виноградарства в Греції — найдавніша в Європі і нараховує не менше 3-х тисячоліть. Існують відомості, що вид Vitis vinifera був завезений фінікійцями мореплавцями з Близького Сходу на острів Крит і острова Егейського моря, звідки розповсюдився і на материкову Грецію. Деякі відомості про виноград і виноградне вино можна знайти в творах авторів античної Греції, наприклад у Гомера в поемах «Іліада» і «Одіссея» (8—7 століття до н. е.), в працях Геродота (5 століття до н. е.), Страбона (1 століття до н. е.), Арістофана (близько 445—385 років до н. е.) та інших. Виникнення і розповсюдження культури винограду в країнах Європи проходило значною мірою під грецьким впливом.

## Виноградарство

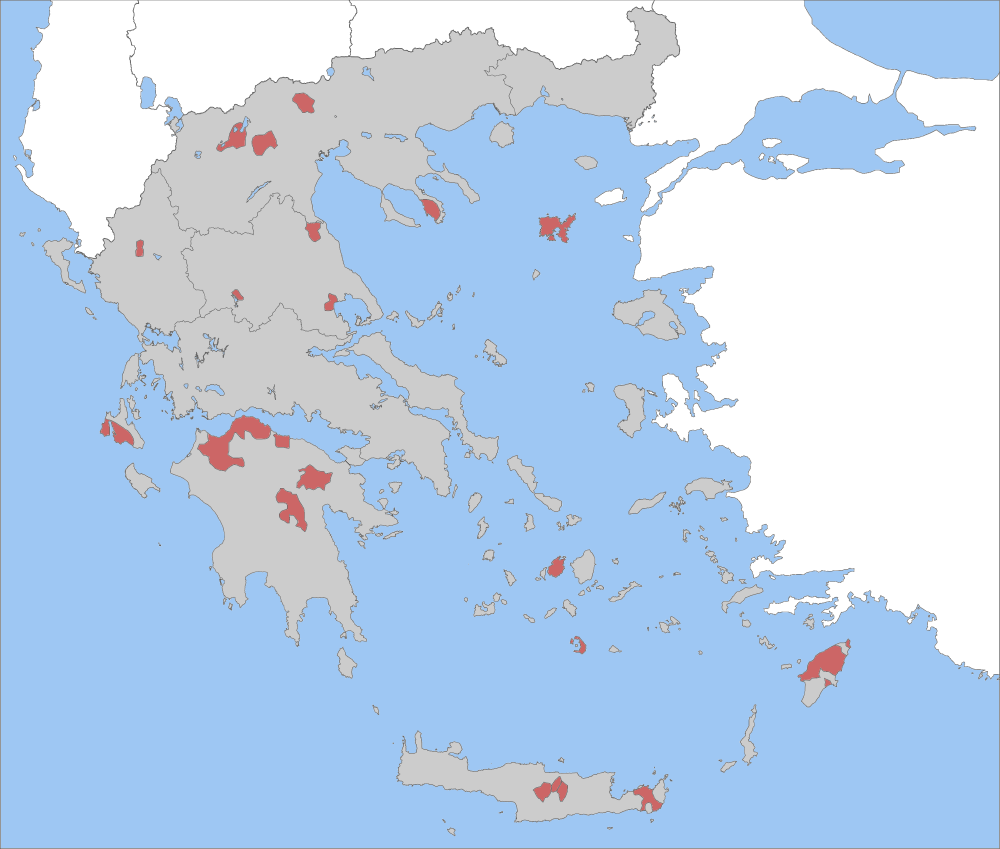
Виноградарські регіони Греції

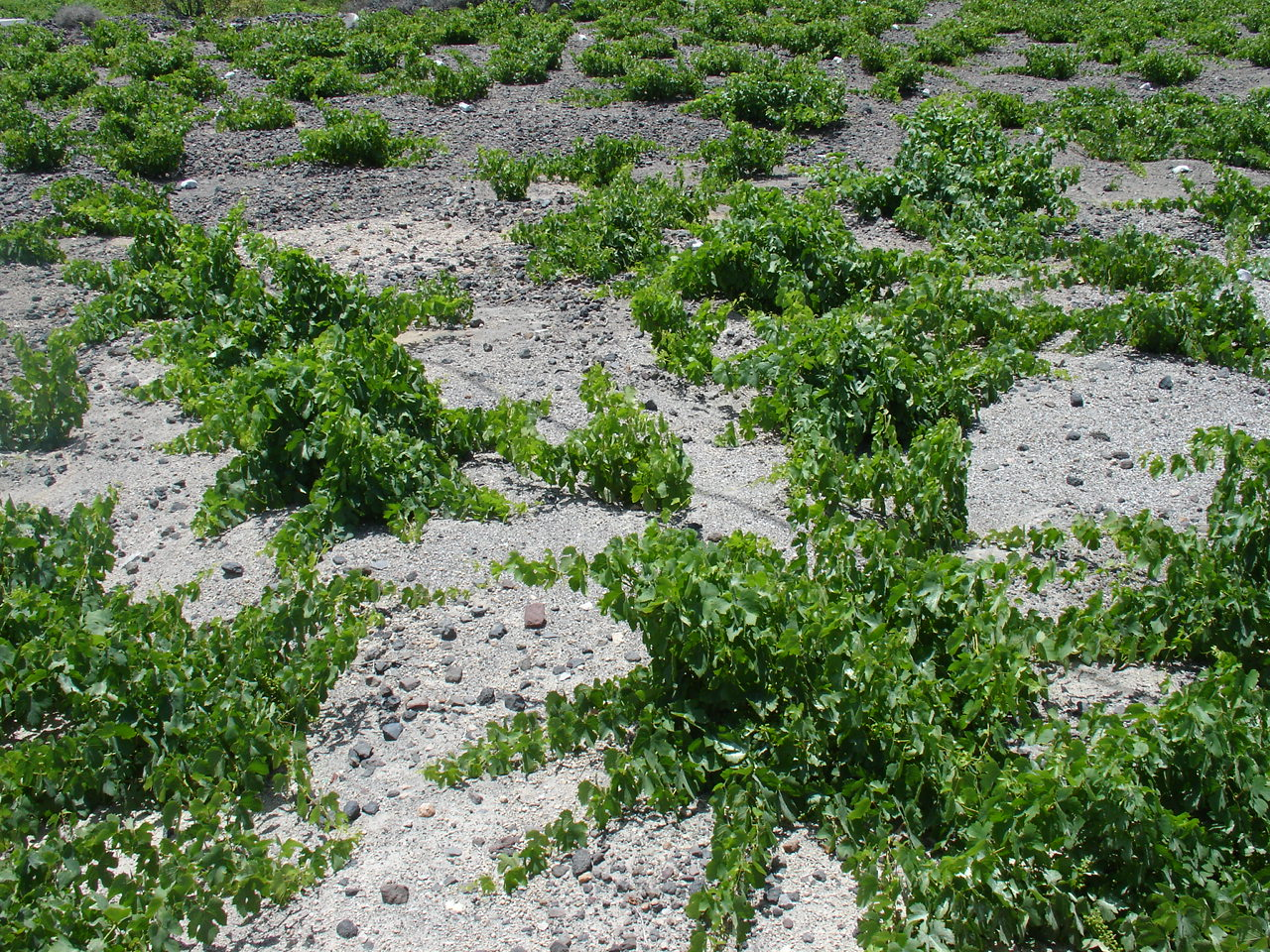
Лоза винограду безпосередньо на землі (без будь-якої підтримки гілок), Санторіні

Виноградарство є однією з найважливіших галузей народного господарства цієї країни, традиційним заняттям сільського населення. Греція займає 2-е місце у світі по виробництву столового винограду. Під виноградниками зайнято близько 6 % всіх сільськогосподарських площ країни. Виноградарство дає близько 8 % (у грошовому виразі) всієї продукції рослинництва країни. Головні виноградарсько-виноробні райони: Аттика, Іонічні острови, Крит, Македонія, Пелопоннес, Фессалія.
У Греції обробляються 250 сортів, в тому числі 30 столових. Основні з них:
- винні — Мавродафні, Ліатіко, Агиоргитіко, Асиртіко, Айдані, Манділарія, Ромбола, Крассато, Ставрото, Масхофілеро, Котсифалі, Вілана, Родітіс, Дембіна, Лемніо Науссис, Савватіано, Каберне-Совіньйон, Каберне фран, Гренаш, Мерло, Карін'ян;
- столові — Разакі, Мускат александрійський, Мускат гамбурзький, Фокіано, Сидерітіс, Кардинал, Італія, Колокітас, Айтоніхия;
- родзинки — Корінка, Султаніна.

Всі виноградники країни діляться на 2 категорії: виноградники «крю» (марочні), з урожаю яких проводять 23 найменування вин за походженням, і виноградники, з продукції яких отримують ординарні вина.

## Сорти винограду

### Червоні вина
- Агіоргітико («виноград Святого Георгія») — це автентичний для місцевості Немея сорт винограду, який росте переважно в регіоні півострова Пелопоннес і дає м'яке з фруктовими нотами червоне вино в багатьох стилях. За відчуттями схожий на французьке божоле нуво, але, на відміну від нього, агіоргітіко добре піддається витримці близько 5 років.
- Коціфалі[en] — це сорт, який переважно вирощують на Криті. Його купажують із манділарією або сірою для покращення кольору.
- Лімніо[en] або каламбакі — це важливий сорт червоного винограду, автентичний для егейського острова Лемнос. Його використовують у виробництві червоного вина понад 2000 років. Як сортове вино лімніо повнотілий, з високим вмістом алкоголю, сильно вираженим ароматом трав, з характерним смаком лаврового листя.
- Сорт манділарія, також відомий як аморгіяно, в основному культивують на островах Родос і Крит. Вино з цього винограду часто дуже терпке від танінів і його часто купажують із іншими сортами винограду, щоб пом'якшити смак.
- Мавродафна, або «чорний лавр», — сорт, який зростає на Пелопоннесі та Іонічних островах. Його купажують із виноградом родзинкового сорту «Чорний Коринф», щоб отримати високоцінне десертне вино, виготовлене за системою солера.
- Мавруді — один із найдавніших грецьких сортів винограду. За легендою, вином з цього винограду Одіссей споїв Поліфема. Цей сорт зустрічається в Фракії, але також в центральній Греції та на півострові Пелопоннес[1].
- Негоска[en] можна знайти в Північній Греції. З нього виготовляють з мацерацією вуглекислим газом рожеві та червоні вина з передбачуваними ароматами. Купажують у вино Гуменісса[en] PDO.
- Ромейко[en] — це червоний виноград поширений на Криті, особливо в районі Ханьї[2].
- Вертзамі[de] — щільний з темною шкіркою сорт винограду, найвідоміший за односортними винами, які виробляють на іонічному острові Лефкада. Його також вирощують у центральній Греції та на півострові Пелопоннес, де його часто купажують із іншими грецькими винами, та на Кіпрі, де він відомий як «лефкас»[3].
- Ксіномавро («кислий чорний») — найбільш поширений сорт винограду в Македонії, зосереджений довкола міста Науса. Цей сорт має великий потенціал старіння з виглядом, смаком і ароматом, що нагадують помідори та оливки, та багатим на таніни характером. Його часто порівнюють з неббіоло.

### Білі вина
- Ассіртіко — це багатоцільовий сорт, який зберігає рівень кислотності по мірі дозрівання. Він за своїми характеристиками схожий на рислінг і зустрічається здебільшого на островах. Є автентичним сортом для острова Санторіні, старі лози якого були стійкі до філоксери.
- Атірі[ru] — сорт низької кислотності й один із найдавніших. Родом із Санторіні, нині його вирощують у Македонії, Аттиці та на Родосі.
- Дебіна[en] — виноград білого грецького вина, насамперед довкола Зіци[ru] в місцевості Епір. Висока кислотність винограду довзволяє виробляти ігристі вина.
- Лагорті[en] — сорт, який переважно культивуєть на високих схилах (850 метрів) на півострові Пелопоннес. Виноград дає вино з вираженим яблучним і фруктовим ароматом.
- Малагузія[en] — виноград, що росте в основному в Македонії, з особливим ароматом, який довзволяє виготовляти вишукані повнотілі вина із середньою або високою кислотністю та захоплюючими ароматами.
- Москофілеро[el] — сорт Blanc de gris з AOC[fr] регіону Мантінеї в гірській області Аркадії на півострові Пелопоннес. Вина з нього сухі з квітковими нотами, як звичайні, так і ігристі.
- Робола[en] найбільш поширений в гірських виноградниках іонічного острова Кефалонія. Він має димчастий мінеральний та лимонний присмак, який чудово доповнює морепродукти.
- Родітіс («рожевий» або «трояндовий» виноград) — виноград, який дуже популярний в Аттиці, Македонії, Фессалії та на півострові Пелопоннес. З цього сорту створюють елегантні легкі білі вина з цитрусовими смаками.
- Саватіано[en] («суботній» виноград) переважає серед сортів білого винограду в регіоні Аттика, де він демонструє відмінну жаростійкість і дає винам виразний квітковий і фруктовий аромат, коли застосовують холодне бродіння[4]. Бродіння без охолодження застосовують при виробництві рецини або сільських вин без присмаку смоли, які добре доповнюють середземноморські страви.

## Виноробство
Винопродукція Греції відрізняється великою різноманітністю: сухі, натуральні, солодкі, кріплені, лікерні, ароматизовані, ігристі, газовані вина, напої типу бренді, ароматні горілки і інше. Головна особливість грецького виноробства — стабільність обсягу виробництва.
Виноробницькі підприємства розміщені головним чином в Центральній Греції (з островом Евбея), на Пелопоннесі і на острові Крит. Головні центри по виробництву ігристих вин — Афіни, Родос, Патри, Аміндеос; бренді — Афіни і Патри.
Автоматизація у виноробстві знайшла широке застосування на стадії переробки винограду, розливу, при оформленні і транспортуванні вин. Високий рівень механізації виробництв, процесів має місце на крупних сучасних виноробницьких заводах, на відміну від заводів малої потужності, розташованих в гористих районах або на невеликих островах. Значна частина вин поступає безпосередньо від виробника до споживача. Іноді посередництво беруть на себе незалежні виробники, кооперативи і приватні фірми. Найбільш відомі грецькі вина: Палліні, муськати Пелопоннеса і острова Самос, червоні вина Македонії, білі вина Родоса, місцеві вина Ліндоса, вина контрольованих найменувань острова Крит і інші. До споконвічно грецьких вин відноситься Рецина, або «смолисте» вино, в яке для ароматизації додають соснову смолу. Це сухе біле (іноді рожеве) вино становить 1/5 всього споживаного в Греції вина. Греція входить до числа перших десяти найбільших країн-експортерів винної продукції.

## Наукова робота
Науково-дослідну роботу здійснюють в основному Інститут винограду і Інститут вина (м. Афіни), Інститут родзинок АОР (Автономна організація по родзинках) в Піреї, Центр землеробських досліджень Північної Греції, при якому є Банк генетичного матеріалу, де збирається ампелогенетичний матеріал зі всієї країни. Проблемами виноградарства і виноробства займаються також Грецьке об'єднання кооперативних союзів (м. Афіни) і різні комерційні об'єднання.
Видні вчені країни в області:
- виноградарства — В. Крімбас, О. Давідіс, П. Лелакіс, В. Логотетіс, М. Влахос;
- виноробства — Р. Георгапулос, С. Кураку-Драгона.

Журнали, освітлюючі питання виноградарства і виноробства: «Георгікі еревна» (Сільськогосподарські дослідження), «Геопоніка» (Агрономія), «Геотехніка» (Землеробство), «Епістімоніке дімосієвсіс АТЕ» (Наукові публікації Сільськогосподарського банку Греції), «Інологіка хроніка» (Виноробницька хроніка).